# Asa Fitch
Asa Fitch (Salem, Nova York, 24 de febrer de 1809 - Salem, 8 d'abril de 1879) va ser un zoòleg i entomòleg estatunidenc. Va ser el primer a descriure, amb el nom de Pemphigus vitifoliae, la plaga de la vinya anomenada de forma comuna fil·loxera que és originària d'Amèrica del Nord.
Va estudiar medicina i l'any 1854 va passar a ser el primer entomòleg professional dels Estats Units i actuà dins la New York State Agricultural Society (commissionat per l'Estat de Nova York).
Els seus estudis de fitopatologia en insectes ajudaren a solucionar alguns problemes causats per aquestes plagues dels conreus. La majoria dels seus llibres de notes són ara propietat de la Smithsonian Institution.